# Gerochella
Gerochella es un género de foraminífero bentónico de la subfamilia Gerochellinae, de la familia Ataxophragmiidae, de la superfamilia Ataxophragmioidea, del suborden Ataxophragmiina y del orden Loftusiida. Su especie tipo es Gerochella cylindrica. Su rango cronoestratigráfico abarca desde el Valanginiense (Cretácico inferior) hasta el Turoniense (Cretácico superior).

## Discusión
Clasificaciones previas incluían Gerochella en el suborden Textulariina del orden Textulariida o en el orden Lituolida.

## Clasificación
Gerochella incluye a la siguiente especie:
- Gerochella cylindrica